# Повіти Молдови
Повіти Молдови — адміністративний поділ Республіки Молдова. З 1 січня 1999 року і до 29 січня 2002 року Молдова була розділена на 9 (з 22 жовтня 1999 року — 10) повітів, 1 муніципальне і 2 адміністративно-територіальні утворення. 29 січня 2002 року був прийнятий новий закон про адміністративно-територіальний устрій.

## Список

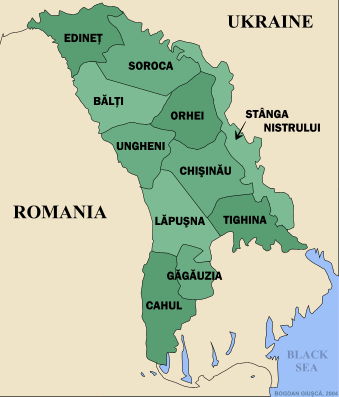
Повіти Молдови

| Прапор                                | Назва               | Оригінальна назва                                            | Мапа |
| ------------------------------------- | ------------------- | ------------------------------------------------------------ | ---- |
| Кишинів                               | Кишинів             | рум. Municipiul Chișinău                                     |      |
| Бєльцький повіт                       | Бєльцький повіт     | рум. Județul Bălți                                           |      |
| Бендерський повіт                     | Бендерський повіт   | рум. Județul Tighina                                         |      |
| Єдинецький повіт                      | Єдинецький повіт    | рум. Județul Edineț                                          |      |
| Кагульський повіт                     | Кагульський повіт   | рум. Județul Cahul                                           |      |
| Кишинівський повіт                    | Кишинівський повіт  | рум. Județul Chișinău                                        |      |
| Лапушнянський повіт                   | Лепушнянський повіт | рум. Județul Lăpușna                                         |      |
| Оргіївський повіт                     | Оргіївський повіт   | рум. Județul Orhei                                           |      |
| Сороцький повіт                       | Сороцький повіт     | рум. Județul Soroca                                          |      |
| Тараклійський повіт                   | Тараклійський повіт | рум. Județul Taraclia                                        |      |
| Унгенський повіт                      | Унгенський повіт    | рум. Județul Ungheni                                         |      |
| Гагаузія                              | Гагаузія            | рум. Unitatea Teritorială Autonomă Găgăuzia                  |      |
| Придністровська Молдавська Республіка | Дубоссарський повіт | рум. Unitățile Administrativ-Teritoriale din Stînga Nistrulu |      |